# (136617) 1994 CC
(136617) 1994 CC – planetoida z grupy planetoid bliskich Ziemi typu Apollo. 
Została odkryta 3 lutego 1999 roku w programie Spacewatch. Nazwa planetoidy jest oznaczeniem tymczasowym. 

## Właściwości fizyczne

Animacja układu (136617) 1994 CC podczas przelotu w pobliżu Ziemi

(136617) 1994 CC ma 0,7 km średnicy i obiegają ją dwa maleńkie księżyce, których wielkość ocenia się na 50 (S/2009 (136617) 1) i 100 metrów (S/2009 (136617) 2). Okrążają one planetoidę w odległości 0,5 km (mniejszy) w czasie ok. 5 godzin i 1,2 km (większy) w czasie ok. 20 godzin.